# Nikola Jerkan
Nikola Jerkan, conocido como Jerkan, es un exfutbolista croata. Ocupaba la posición de defensa central. Actualmente ejerce como entrenador del Real Avilés Club de Fútbol "B".
Comienza a jugar al fútbol profesional en el Dinamo Vinkovci de su país, que había ascendido recientemente a la máxima categoría. Tras tres temporadas da el salto a un equipo de mayor entidad, el Hajduk Split de su ciudad natal, donde completa cuatro campañas a muy buen nivel.
En verano de 1990 se compromete con el Real Oviedo, donde se convertiría pronto en un titular indiscutible. Defensa con galones, fueron escasísimos los partidos de liga que se perdió durante sus seis temporadas en el Principado, que coincidieron con una de las épocas más gloriosas del club. En la temporada 1992-1993, por ejemplo, Jerkan disputó todos los partidos del campeonato.
Tras su paso por España, Jerkan ficha por el Nottingham Forest inglés, donde no todo le marcha tan de cara. Permaneció tres campañas, una de las cuales la disputó como cedido en el Rapid de Viena austriaco.
El Royal Charleroi Sporting Club, en Bélgica, es el último destino como profesional de Jerkan, que cuelga las botas en 2001.
Nikola Jerkan fue internacional absoluto con la selección de fútbol de Croacia en 31 ocasiones.